# Regeringsreglementen
De Regeringsreglementen dateren van 21 december 1748, nadat Willem IV de doelisten een toezegging had gedaan de burgemeesters in hun macht te beperken. De invloed van de regenten werd aan banden gelegd door de uiteindelijke beslissing tot aanstelling van burgemeesters, stadssecretaris, etc. op te dragen aan de erfstadhouder.
In Friesland dateerde het oudere Reglement van Raadsbestelling uit 1637, het gevolg van een belangenstrijd tussen de Friese stadhouder Hendrik Casimir en de Staten. In 1635 stuurden negen Friese steden de door de stadhouder benoemde leden naar huis. Zij wensten evenals Franeker en Leeuwarden een vrije raadsbestelling. In 1637 werden de zaken teruggedraaid, nadat de stadhouder dreigde Harlingen te bezetten.
Na het aantreden van stadhouder Willem III zijn in 1674 en 1675 ook aanpassingen geweest op de regeringsreglementen in Utrecht, Overijssel en Gelderland. De prins verkreeg de bevoegdheid vrijwel alle stadsambtenaren en regenten te benoemen, waardoor hij absolute macht over die gewesten kon uitoefenen. In 1676 werden ook in de Friese steden een aantal maatregelen aangescherpt.
Tijdens het Tweede Stadhouderloze tijdperk ontstond een nieuwe cultuur: benoemingen van familieleden en vriendjes op stadsposten. Willem IV bleek niet in staat te zijn een einde te maken aan de uitwassen en iedereen raakte teleurgesteld.

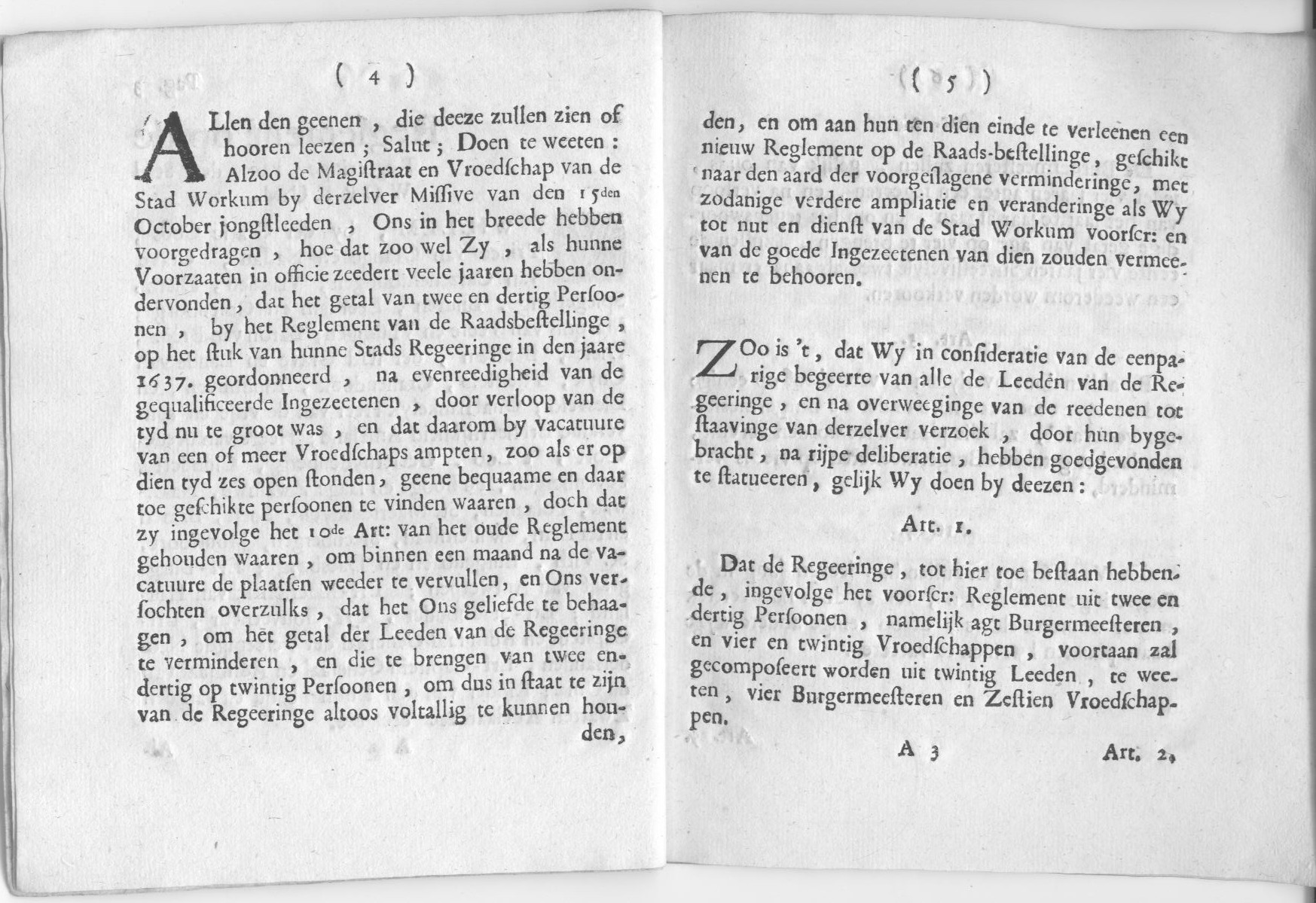
Inleiding bij het stadsregeringsreglement van Workum, dd. 3 december 1772

De invloed van de hertog van Brunswijk, die de Friese adel passeerde in het vertrouwen van de stadhouder, moet niet worden onderschat in de maatregelen die genomen werden door de nieuwe stadhouder. Willem V begon zijn carrière met voorstellen tot verkleining van de vroedschappen in de Friese steden Stavoren (1768), Workum (1772) en Bolsward (1773). Ook in Gelderland en Overijssel hadden kleine steden, zoals Hattem en Elburg, moeite om hun vroedschapszetels op te vullen met kandidaten die aan alle eisen voldeden. Het probleem van de opvulling van vroedschapszetels speelde ook in steden met een aanzienlijke katholieke bevolking, zoals Haarlem, Arnhem, Nijmegen, Oldenzaal, 's-Hertogenbosch, etc. De voorstellen, die gemakkelijk willekeurig kunnen worden genoemd, omdat de stadhouder niet overal over dezelfde bevoegdheden en invloed beschikte en met iedere stad afzonderlijk moest onderhandelen, werden hem niet in dank afgenomen.
De voorstellen waren mogelijk niet onjuist en bedoeld om de efficiëntie te verhogen, maar gingen in tegen de heersende opinie, meer invloed van het volk en niet minder. Tegen de uitsluiting van katholieken, doopsgezinden en joden, die niet in aanmerking konden komen voor stadsambten en voor een zetel in de vroedschap, ontstond steeds meer protest. Veel doopsgezinden werden actief in de patriottenbeweging. Eind 1784 liet de stadhouder nogmaals weten dat nieuwe kandidaten voor de vroedschap gereformeerd of een zogenaamde liefhebber moesten zijn.

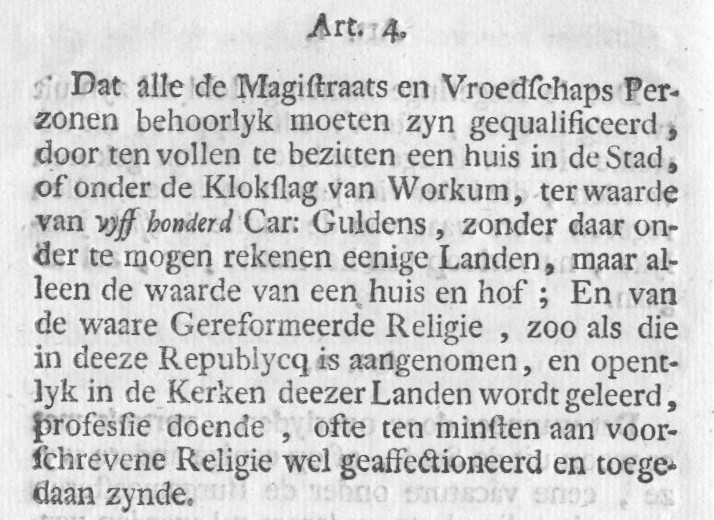
Artikel uit het stadsregeringsreglement van Workum, dd. 1 juni 1787

In maart 1785 werd in de Friese Staten een voorstel gedaan om het besluit tot verkleining van de vroedschappen in Workum en Staveren terug te draaien. Een half jaar later was de situatie aanmerkelijk veranderd. De oprichting van nog meer exercitiegenootschappen, die mogelijk gewapenderhand hun vrijheid zouden verdedigen, deed de opinie onder de regenten omslaan. Prinses Wilhelmina van Pruisen en haar echtgenoot, stadhouder Willem V wisten in Friesland meer steun te verwerven. Door strenge eisen te stellen aan kwaliteiten van de vroedschapsleden (lidmaatschap van de gereformeerde kerk, en het bezit van een huis) werd het een reactionair besluit. Per 1 juni 1787 zouden nieuwe regeringsreglementen worden ingevoerd.
In 1786 namen de patriotten in enkele steden het heft in eigen handen, zoals Utrecht en Hattem. In Holland had de stadhouder vanouds iets minder invloed op de samenstelling van de vroedschap, maar in april 1787 werden ook in Rotterdam en Amsterdam prinsgezinde kandidaten vervangen door patriotten. Stadhouderlijke goedkeuring werd niet langer essentieel geacht.
Het verzet tegen de nieuwe regeringsreglementen, gevolgd door een bezetting van het stadhuis, zoals in Delft en Bolsward en mogelijk nog veel meer plaatsen leidde uiteindelijk tot een inval door Pruisische troepen in september 1787.